# Giovanni Lanfranco (voleibol)
Giovanni Lanfranco (Turim, 9 de maio de 1956) é um ex-jogador de voleibol da Itália que competiu nos Jogos Olímpicos de 1976, 1980 e 1984.
Lanfranco fez a sua estreia em Olimpíadas nos jogos de 1976, jogando em cinco confrontos e terminando na oitava posição com o conjunto italiano. Em 1980, ele participou novamente de cinco jogos e o time italiano finalizou na nona colocação na competição olímpica. Quatro anos depois, ele fez parte da equipe italiana que conquistou a medalha de bronze no torneio olímpico de 1984, no qual atuou em todas as seis partidas.